# Resolució 1045 del Consell de Seguretat de les Nacions Unides
La Resolució 1045 del Consell de Seguretat de les Nacions Unides, adoptada per unanimitat el 8 de febrer de 1996 després de reafirmar la Resolució 696 (1991) i totes les resolucions següents sobre Angola, el Consell va examinar l'aplicació del Protocol de Lusaka, i va estendre el mandat de la Tercera Missió de Verificació de les Nacions Unides a Angola (UNAVEM III) fins al 8 de maig de 1996.
El Consell de Seguretat reiterà la importància que concedeix a l'aplicació dels Acords de Pau, el Protocol de Lusaka i les resolucions pertinents del Consell de Seguretat, i està profundament preocupat pels retards en l'aplicació del Protocol de Lusaka i l'empitjorament de la situació humanitària. Va posar èmfasi en la importància de rehabilitar l'economia d'Angola. Va assenyalar que estava en la Resolució 976 (1995), el Consell preveia que UNAVEM III completaria el seu mandat al febrer de 1997, però que l'aplicació del Protocol de Lusaka anava endarrerida.
Es va recordar al govern d'Angola i a UNITA les seves obligacions pel que fa al manteniment d'un alto el foc, concloent converses militars sobre la integració de les forces armades, el procés de desminatge i l'inici la integració del personal d'UNITA. Hi havia pres passes positius que prendria Angola i serien benvinguts, i s'esperava que el país continuaria l'aquarterament de la policia, el desplegament de la Forces Armades Angoleses a les casernes, la repatriació de personal estranger i un programa de desarmament de la població civil. En particular, l'aquarterament i desarmament de les tropes d'UNITA es va retardar i en aquest sentit UNITA fou instada implementar aquesta part de l'acord com a part del procés de pau.
Es va demanar a les dues parts el cessament de la difusió de propaganda hostil a través de la ràdio i col·laborar amb la imparcial Radio UNAVEM. A més, es va encoratjar al President d'Angola i al President d'UNITA a reunir-se amb regularitat; es va recordar a tots els països que observessin l'embargament d'armes contra UNITA segons la Resolució 864 (1993). Finalment es va demanar al secretari general Boutros Boutros-Ghali que informi al Consell el 7 de març i el 4 abril i 1 de maig de 1996, sobre els progressos realitzats entre les dues parts i el calendari convingut entre ells.